# Scutellaria alborosea
Scutellaria alborosea là một loài thực vật có hoa thuộc họ Lamiaceae.
Loài này chỉ có ở Ecuador.
Môi trường sống tự nhiên của chúng là vùng núi ẩm nhiệt đới hoặc cận nhiệt đới.